# テリン・バブラ
テリン・バブラ（Terrin Vavra, 1997年5月12日 - ）は、 アメリカ合衆国ウィスコンシン州ダン郡メノモニー出身のプロ野球選手（内野手、外野手）。右投左打。MLBのボルチモア・オリオールズ傘下所属。

## 経歴

### プロ入り前
高校時代はアイスホッケーの選手でもあった。ミネソタ大学ツインシティー校在学時の2018年には全米大学野球でのベストナインにあたるオールアメリカンチームの遊撃手部門に選出されている。

### プロ入りとロッキーズ傘下時代
2018年のMLBドラフト3巡目（全体96位）でコロラド・ロッキーズから指名され、プロ入り。契約後、傘下のA-級ボイシ・ホークスでプロデビュー。44試合に出場して打率.302、4本塁打、26打点、9盗塁を記録した。
2019年はA級アッシュビル・ツーリスツでプレーし、102試合に出場して打率.318、10本塁打、52打点、18盗塁を記録した。

### オリオールズ時代
2020年8月30日にマイケル・ギブンズとのトレードで、タイラー・ネビン、後日発表選手と共にボルチモア・オリオールズへ移籍した。この年は新型コロナウイルスの影響でマイナーリーグの試合が開催されなかったため、公式戦の出場は無かった。
2021年は傘下のルーキー級フロリダ・コンプレックスリーグ・オリオールズ（ブラックとオレンジの2球団）、A+級アバディーン・アイアンバーズ、AA級ボウイ・ベイソックスでプレーし、4球団合計で48試合に出場して打率.275、4本塁打、28打点、7盗塁を記録した。オフの11月19日にルール・ファイブ・ドラフトでの流出を防ぐために40人枠入りした。
2022年は開幕をAAA級ノーフォーク・タイズで迎えた。7月26日にメジャー初昇格を果たし、29日のシンシナティ・レッズ戦にて代走でメジャーデビュー。その後、8月19日に父親リスト入りしたが、22日に復帰すると、10月5日に本拠地オリオール・パーク・アット・カムデンヤーズで行われたトロント・ブルージェイズとのダブルヘッダー第1戦に「7番・二塁手」としてスタメン出場し、この試合の8回にミッチ・ホワイトから決勝となる3点本塁打を記録し、メジャー初本塁打を記録した。同年はメジャーで40試合に出場して打率.258、前述の1本塁打、12打点を記録した。
2023年のシーズン開幕前に背番号を『23』に変更した。シーズンの開幕はメジャーで迎えたが、4月27日に後にミルウォーキー・ブルワーズで活躍することになるジョーイ・オルティスと入れ替わる形でAAA級ノーフォークに降格した。5月9日にライアン・オハーンおよびドリュー・ロムと入れ替わる形でルイス・トレンズと共にメジャー再昇格。6月6日にAAA級ノーフォークに降格した。以降は、メジャーに昇格することが出来ずにシーズンが終了した。この年メジャーでは27試合の出場で打率.245、5打点、1盗塁を記録した。
2024年も故障に泣かされ、シーズンの大半をマイナーで過ごした。7月30日にはホルヘ・マテオの故障者リスト入りに伴って、ジャクソン・ホリデイと共に1年ぶりとなるメジャー昇格を果たしたものの、すぐにAAA級ノーフォークに送り返され、8月21日にエマヌエル・リベラを獲得したことに伴って、DFAとなった。

### マリナーズ傘下時代
2024年8月23日にウェイバー公示を経てデューク・エリスと入れ替わってシアトル・マリナーズへ移籍した。移籍後は、その日のうちにAAA級タコマ・レイニアーズに配属された。しかし、同月31日にルイス・ウリアスを昇格させることに伴ってこの年2度目のDFAとなり、9月4日にウェイバーを経てAAA級タコマに降格、翌5日にFAとなった。

### 2度目のオリオールズ時代
2024年9月7日に前の月まで所属していたオリオールズとマイナー契約を結び、同日中にAAA級ノーフォークに配属された。この年は2球団に在籍したが、メジャーの試合に出場することは無かった。オフの11月4日に一度はFAとなったが、2025年2月5日にマイナー契約で再契約を結んだ。同年のスプリングトレーニングには招待選手として参加する。また、その日のうちにAAA級ノーフォークに配属された。5月24日にメジャー契約を結び昇格したが、翌25日にDFAとなった。5月27日にマイナー契約でAAA級ノーフォークに配属された。

## 家族
父のジョー・バブラも元プロ野球選手（内野手）である。現役時代はロサンゼルス・ドジャース傘下でプレーし、引退後はミネソタ・ツインズやデトロイト・タイガースでコーチを務めた。兄2人も元プロ野球選手であり、共にツインズからMLBドラフト指名を受けたが、メジャーには到達しないまま球界を去っている。そのため、バブラ家でのメジャーリーガーは三男のテリンが初めてである。

## 詳細情報

### 年度別打撃成績
| 年 度    | 球 団    | 試 合 | 打 席 | 打 数 | 得 点 | 安 打 | 二 塁 打 | 三 塁 打 | 本 塁 打 | 塁 打 | 打 点 | 盗 塁 | 盗 塁 死 | 犠 打 | 犠 飛 | 四 球 | 敬 遠 | 死 球 | 三 振 | 併 殺 打 | 打 率 | 出 塁 率 | 長 打 率 | O P S |
| -------- | -------- | ----- | ----- | ----- | ----- | ----- | -------- | -------- | -------- | ----- | ----- | ----- | -------- | ----- | ----- | ----- | ----- | ----- | ----- | -------- | ----- | -------- | -------- | ----- |
| 2022     | BAL      | 40    | 103   | 89    | 14    | 23    | 2        | 1        | 1        | 30    | 12    | 0     | 1        | 0     | 2     | 12    | 0     | 0     | 19    | 2        | .258  | .340     | .337     | .677  |
| 2023     | BAL      | 27    | 56    | 49    | 9     | 12    | 0        | 0        | 0        | 12    | 5     | 1     | 0        | 2     | 0     | 5     | 0     | 0     | 12    | 5        | .245  | .315     | .245     | .560  |
| MLB：2年 | MLB：2年 | 67    | 159   | 138   | 23    | 35    | 2        | 1        | 1        | 42    | 17    | 1     | 1        | 2     | 2     | 17    | 0     | 0     | 31    | 7        | .254  | .331     | .304     | .635  |

- 2024年度シーズン終了時

### 年度別守備成績
内野守備
| 年 度 | 球 団 | 二塁（2B） | 二塁（2B） | 二塁（2B） | 二塁（2B） | 二塁（2B） | 二塁（2B） | 三塁（3B） | 三塁（3B） | 三塁（3B） | 三塁（3B） | 三塁（3B） | 三塁（3B） |
| 年 度 | 球 団 | 試 合      | 刺 殺      | 補 殺      | 失 策      | 併 殺      | 守 備 率   | 試 合      | 刺 殺      | 補 殺      | 失 策      | 併 殺      | 守 備 率   |
| ----- | ----- | ---------- | ---------- | ---------- | ---------- | ---------- | ---------- | ---------- | ---------- | ---------- | ---------- | ---------- | ---------- |
| 2022  | BAL   | 15         | 24         | 21         | 1          | 8          | .978       | -          | -          | -          | -          | -          | -          |
| 2023  | BAL   | 1          | 1          | 1          | 0          | 1          | 1.000      | 2          | 0          | 1          | 0          | 0          | 1.000      |
| MLB   | MLB   | 16         | 25         | 22         | 1          | 9          | .979       | 2          | 0          | 1          | 0          | 0          | 1.000      |

外野守備
| 年 度 | 球 団 | 左翼（LF） | 左翼（LF） | 左翼（LF） | 左翼（LF） | 左翼（LF） | 左翼（LF） | 右翼（RF） | 右翼（RF） | 右翼（RF） | 右翼（RF） | 右翼（RF） | 右翼（RF） |
| 年 度 | 球 団 | 試 合      | 刺 殺      | 補 殺      | 失 策      | 併 殺      | 守 備 率   | 試 合      | 刺 殺      | 補 殺      | 失 策      | 併 殺      | 守 備 率   |
| ----- | ----- | ---------- | ---------- | ---------- | ---------- | ---------- | ---------- | ---------- | ---------- | ---------- | ---------- | ---------- | ---------- |
| 2022  | BAL   | 11         | 12         | 1          | 0          | 0          | 1.000      | 1          | 1          | 0          | 0          | 0          | ----       |
| 2023  | BAL   | 6          | 4          | 0          | 0          | 0          | 1.000      | 13         | 19         | 0          | 0          | 0          | 1.000      |
| MLB   | MLB   | 17         | 16         | 1          | 0          | 0          | 1.000      | 14         | 20         | 0          | 0          | 0          | 1.000      |

- 2024年度シーズン終了時

### 背番号
- 77（2022年）
- 23（2023年）